# Zitadelle (stacja metra)
Zitadelle – stacja metra w Berlinie na linii U7, w dzielnicy Haselhorst, w okręgu administracyjnym Spandau. Stacja została otwarta w 1984. Nazwa pochodzi od cytadeli Spandau.